# 畢飛宇
畢飛宇（ひつ・ひう、1964年1月）は、中華人民共和国の小説家。代表作に小説『ブラインド・マッサージ』（『推拿』）。南京大学教授、江蘇省作家協会副主席。

## 略歴
1964年、江蘇省興化市大営鎮の教師の家に生まれた。
1987年、揚州師範学院（現在の揚州大学）中文系卒業。80年代中期から小説の創作を始めた。
はじめは前衛文学の作品を発表していたが、のちに現実主義文学に転じた。2011年、『ブラインド・マッサージ』で中国を代表する長編小説の賞、茅盾文学賞を受賞。

## 邦訳作品
- 『ブラインド・マッサージ』飯塚容訳、白水社〈エクス・リブリス〉2016年8月

## 作品

### 短篇小説集
- 『慌亂的指頭』
- 『祖宗』
- 『操場』
- 『畢飛宇文集』
- 『這一半』
- 『冒失的脚印』
- 『輪子是圓的』
- 『黒衣裳』

### 中篇小説
- 『雨天的棉花糖』
- 『青衣』
- 『上海往事』
- 『玉秀』
- 『玉秧』
- 『相愛的日子』

### 長篇小説
- 『平原』
- 『ブラインド・マッサージ』（『推拿』）飯塚容訳、白水社〈エクス・リブリス〉
- 『玉米』

### 映画脚本
- 『上海ルージュ』（1995年）、監督:張芸謀。

## 受賞
『哺乳期的女人』、第一回魯迅文学賞（1996年）
『玉米』、第三回魯迅文学賞（2004年）、第四回マン・ アジア文学賞（2011年3月）。
『推拿』、第八回茅盾文学賞（2011年8月）。

## 派生作品
- 『推拿』、テレビドラマ、監督康洪雷。濮存昕・張国強・李菁菁・劉威葳・高亞麟主演。

- 『ブラインド・マッサージ』、映画、監督:ロウ・イエ。グオ・シャオトン、チン・ハオ、張磊、メイ・ティン、ホアン・シュエン、黄璐主演[2][3]。